# Deux Fois vingt ans
Pour plus de détails, voir Fiche technique et Distribution.
Deux Fois vingt ans est un film français réalisé par Charles-Félix Tavano et sorti en 1931.

## Fiche technique
- Titre : Deux Fois vingt ans
- Réalisation : Charles-Félix Tavano
- Scénario : d'après le roman de Pierre Frondaie[1]
- Photographie : Paul Guichard et Albert Sorgius
- Décors : Albert Bonamy
- Musique : Charles Pons
- Son : Robert Ivonnet
- Production : Gaumont-Franco Film-Aubert (G.F.F.A)
- Pays d'origine :  France
- Genre : Comédie
- Durée : 78 minutes
- Date de sortie : France - 14 mars 1931

## Distribution
- Germaine Rouer
- Annabella
- Harry Krimer
- Marguerite de Morlaye
- Paul Ollivier
- Jean Bradin